# Arycanda cuneiplena
Arycanda cuneiplena là một loài bướm đêm trong họ Geometridae.